# Kryzhovlyn
Kryzhovlyn  (ucraniano: Крижовлин) es una localidad del Raión de Podilsk en el Óblast de Odesa de Ucrania. Según el censo de 2001, tiene una población de 193 habitantes.